# Мажде-Алі
Мажде-Алі (перс. مژده علي) — село в Ірані, у дегестані Хавік, у бахші Хавік, шагрестані Талеш остану Ґілян. За даними перепису 2006 року, його населення становило 122 особи, що проживали у складі 30 сімей.